# Шпре
Шпре, или Шпре́е (нем. Spree [ˈʃpʁeː]), устар. «Спре́ва» (в.-луж. Sprjewja, н.-луж. Sprjewja) — река в восточной части Германии, в исторической Лужице; левый приток Хафеля, в бассейне Эльбы.

## Описание
Площадь бассейна — 10100 км². Длина 397 км. Средний расход воды около 40 м³/с.
Река берёт начало в Лужицких горах в Устецком крае Чехии;  имеет три признанных источника. Течёт преимущественно на север, протекает через федеральные земли Саксония, Бранденбург и город Берлин. В нижнем течении течёт через историческую область Шпревальд. Река пересекает столицу Германии — Берлин, а затем Шпре впадает в Хафель в западной части немецкой столицы.
Шпре судоходна, является частью водного пути Эльба — Одер. Из-за разливов реки, в целях защиты от наводнения в 1958—1965 годах была построена дамба Шпремберг.